# Made in Italy (serie televisiva)
Made in Italy è una serie televisiva italiana pubblicata in prima visione in streaming sulla piattaforma Prime Video il 23 settembre 2019 e trasmessa in chiaro su Canale 5 ogni mercoledì in prima serata dal 13 gennaio al 3 febbraio 2021. È ideata da Camilla Nesbitt, diretta da Luca Lucini e Ago Panini, prodotta da Taodue in collaborazione con The Family ed ha come protagonista Greta Ferro.

## Trama
La serie, che racconta la nascita della moda prêt-à-porter italiana nella movimentata Milano del 1974, vede come protagonista Irene Mastrangelo, ventitreenne figlia di immigrati dal Sud, che risponde ad un annuncio di lavoro in redazione della rivista di moda Appeal.
La serie, ambientata nel 1974, illustra la nascita dell'industria dell'alta moda. Centrale è la figura di Irene, una giovane giornalista che lavora nella rivista di moda Appeal e che grazie al suo impegno sembra destinata ad arrivare lontano.
Irene infatti incontrerà i grandi stilisti fautori della nascente moda italiana: Krizia, Giorgio Armani, Valentino Garavani, Gianni Versace, Ottavio Missoni, Elio Fiorucci e ancora molti altri.

## Episodi
| Stagione       | Episodi | Pubblicazione     | Prima visione   | Prima visione   |
| Stagione       | Episodi | Pubblicazione     | Inizio          | Fine            |
| -------------- | ------- | ----------------- | --------------- | --------------- |
| Prima stagione | 8       | 23 settembre 2019 | 13 gennaio 2021 | 3 febbraio 2021 |

## Personaggi e interpreti

### Personaggi principali
- Irene Mastrangelo, interpretata da Greta Ferro. Giovane studentessa e giornalista alle prime armi. Il suo personaggio è ispirato a Franca Sozzani, una ragazza diventata per caso una celebre giornalista di moda. Nello show TV Greta risponde per caso a un annuncio per una rivista di moda grazie alla quale ha inizio la sua fortuna carriera. Da questo momento, infatti, la sua vita professionale e sentimentale cambia completamente grazie al magico momento che la moda milanese vive negli anni ’70.
- Rita Pasini, interpretata da Margherita Buy. Giornalista di punta di Appeal, oltre che direttrice e membro storico della rivista Appeal. È proprio lei a decidere di scommettere su Irene, ragazza nella quale rivede se stessa. Originale e sopra le righe, Rita è molto apprezzata dal direttore della rivista Frattini, ma in continua lotta con Nava, il vicedirettore. A gettare altre ombre su di lei è inoltre un misterioso lato oscuro che la tormenta.
- Monica Massimello, interpretata da Fiammetta Cicogna. Collega di fiducia di Irene, è  la redattrice della rivista Appeal. Bella, solare e disinibita, Monica è agli antipodi di Irene, ma non appena si conoscono meglio tra le due scatta una grande simpatia e una bella amicizia.
- Andrea Nava, interpretato da Sergio Albelli. Vicedirettore di Appeal e responsabile della linea editoriale.
- Filippo Cerasi, interpretato da Maurizio Lastrico. Graphic designer di Appeal. Filippo non ama nascondere la sua omosessualità ma nemmeno ostentarla. Con Irene e Monica stringono presto una grande amicizia.
- Ludovica Morelli, interpretato da Valentina Carnelutti. Caporedattrice di Appeal.
- Armando Frattini, interpretato da Giuseppe Cederna. Direttore di Appeal. È un uomo elegante e solitario (sua moglie è morta da alcuni anni), che dedica tutta la sua vita alla rivista e al suo cane Vicky.
- John Sassi, interpretato da Marco Bocci. Fotografo di fama mondiale, nonché punta si diamante della rivista Appeal.

### Personaggi secondari
- Pasquale Mastrangelo, interpretato da Ninni Bruschetta. Padre di Irene, operaio metalmeccanico e sindacalista.
- Giuseppina, interpretata da Anna Ferruzzo. Madre di Irene.
- Davide Frangi, interpretato da Andrea Bosca. Imprenditore tessile di Como che incontra Irene per caso in un bar e poi la rivede durante la prima edizione di IdeaComo. Si tratta della storica manifestazione organizzata da Beppe Modenese da cui ha inizio la moda italiana.
- Flavio, interpretato da Saul Nanni. Fotomodello con seri problemi di droga e di soldi; ha una relazione con Filippo che lo aiuterà a saldare i suoi debiti con gli spacciatori.
- Walter Albini, interpretato da Gaetano Bruno Importante stilista italiano ritenuto probabilmente il padre della moda prêt-à-porter. Si tratta di quella moda che esce dagli atelier per produrre vestiti in taglie standard. A lui dobbiamo la nuova donna in giacca, pantaloni o chemisier con uno stile moderno, ironico e naturale.
- Antonia La Tour, interpretata da Eva Riccobono. Una modella di Giorgio Armani.
- Giorgio Armani, interpretato da Raoul Bova.
- Krizia, interpretata da Stefania Rocca. Celebre stilista e imprenditrice italiana, dalla seconda metà degli anni Sessanta contribuisce a far sì che le presentazioni delle collezioni si spostino da Firenze a Milano, la futura capitale della moda.
- Sergio Galeotti, interpretato da Paolo Bufalino. Braccio destro di Giorgio Armani e cofondatore della casa di moda.
- Ottavio Missoni, interpretato da Enrico Lo Verso.
- Rosita Missoni, interpretata da Claudia Pandolfi.
- Raffaella Curiel, interpretata da Nicoletta Romanoff. Celebre stilista italiana. Introdotta nel mestiere grazie all’attività di famiglia, una sartoria milanese, Raffaella riesce a trasformare l’attività nel centro di moda più importante tra gli anni ‘50 e ‘60.
- Beppe Modenese, interpretato da Bebo Storti.
- Eleonora Valenti, interpretata da Erica Del Bianco. redattrice di Appeal.
- Silvana, interpretata da Giulia Manzini. Segretaria di Appeal.
- Diego, interpretato da Francesco Di Raimondo. Fidanzato di Monica.
- Sonia, interpretata da Giorgia Castelli. Compagna anarchica di Simone, figlio di Rita.
- Gianni Versace, interpretato da Achille Marciano.
- Miuccia Prada, interpretata da Caterina Carpio.
- Gianfranco Ferré, interpretato da Silvio Cavallo.
- Richard Avedon, interpretato da Wayne Maser.
- Elio Fiorucci, interpretato da Stefano Fregni. Noto stilista di moda italiano che alla fine degli anni ’60 prende in mano l’attività paterna indirizzandola soprattutto al mondo della moda anglosassone. Già nel 1970 Elio Fiorucci inizia la produzione di abiti per il tempo libero, jeans in particolare, con il marchio Fiorucci. I prodotti vengono distribuiti anche all’estero, prima in Europa e poi in Giappone, Stati Uniti e Sud America.

## Produzione
La serie è prodotta Taodue in collaborazione con The Family.

### Riprese
Le riprese della serie sono iniziate a ottobre del 2018 a Milano, includendo come location il Marocco, Roma e New York.